# Planche (exercice)
Pour les articles homonymes, voir Planche.

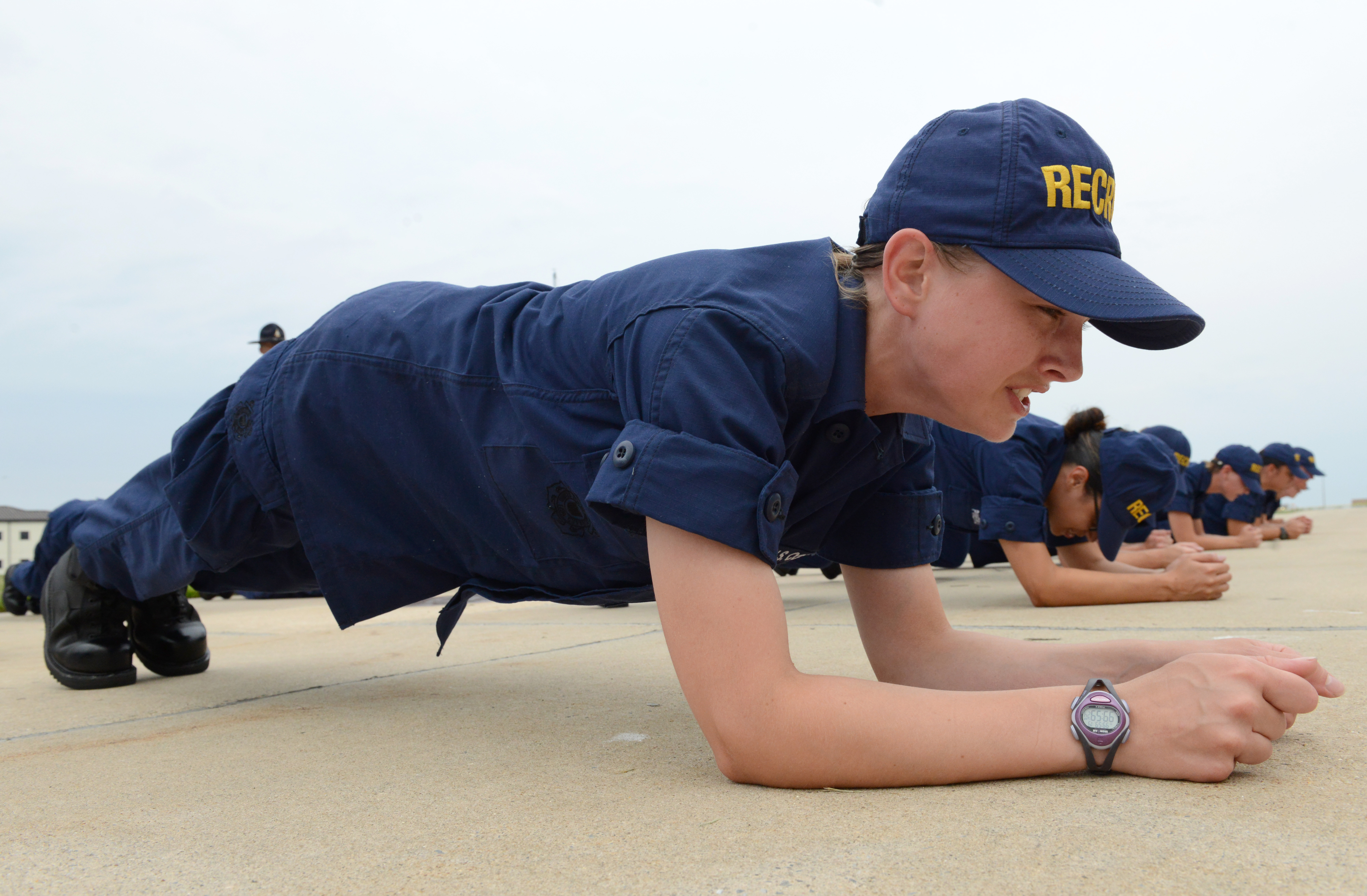
Des recrues exécutent une planche durant leur formation à l'US Coast Guard

La planche est un exercice de gainage qui implique le maintien le plus de temps possible d'une position similaire à celle de quelqu'un qui ferait des pompes.

## Type de planche
La forme la plus commune de planche est la planche où le sportif se tient dans une position de pompe, avec le poids du corps porté sur les avant-bras, les coudes et les orteils,. De nombreuses variantes existent, telles que la planche latérale et la planche inversée. La planche est couramment pratiquée dans les cours de pilates et de yoga, et en entraînement de boxe et d'autres sports,,,.

## Effet
La planche renforce les abdominaux, le dos et les épaules.

## Records du monde
En avril 2016, le record du monde pour une planche de face, en reposant sur les coudes, a été établi par l'Américain George Hood, ancien officier de Marine à la retraite et de la Drug Enforcement Administration (DEA), avec un temps de 5 heures, 15 minutes et 15 secondes,,,. Ce record a été battu mai 2016 par le policier chinois Mao Weidong, qui a fait une planche de 8 heures, 1 minute et 1 seconde.
Le 28 juin 2018, George Hood bat de nouveau le record avec une performance de 8 heures et 5 minutes et 15 secondes.
Le 6 août 2021, Daniel Scali établit un record de 9 heures, 30 minutes et 1 seconde.
- Record chez les femmes :
  - Il est détenu par Dana Glowacka (Canada), qui a tenu 4 heures et 20 minutes[13],[14],[15] en position de planche sur les coudes, en 2019. L'ancien record était de 3 heures, 31 minutes et 0 seconde, et il était détenu par Maria Kalimera (Chypre) en septembre 2015.

- Records avec des poids (sacs) :
  - Le record chez les femmes avec un sac de 60 livres est détenu par Eva Bulzomi (USA), avec une performance de 17 minutes et 26 secondes en juillet 2013.
  - Record chez les hommes avec un sac de 100 livres : il est de 17 minutes 02 secondes et est détenu par Silehm Boussehaba (France) en décembre 2018.
  - Record chez les hommes avec un sac de 200 livres : il est de 4 minutes 2 secondes et est détenu par Silehm Boussehaba (France) en mars 2018.

- Record de la plus longue planche à un seul bras, en équilibre sur un médecin-ballon : il est de 47,54 secondes. Il est détenu par William Borger (Canada) depuis octobre 2016.

## Galerie

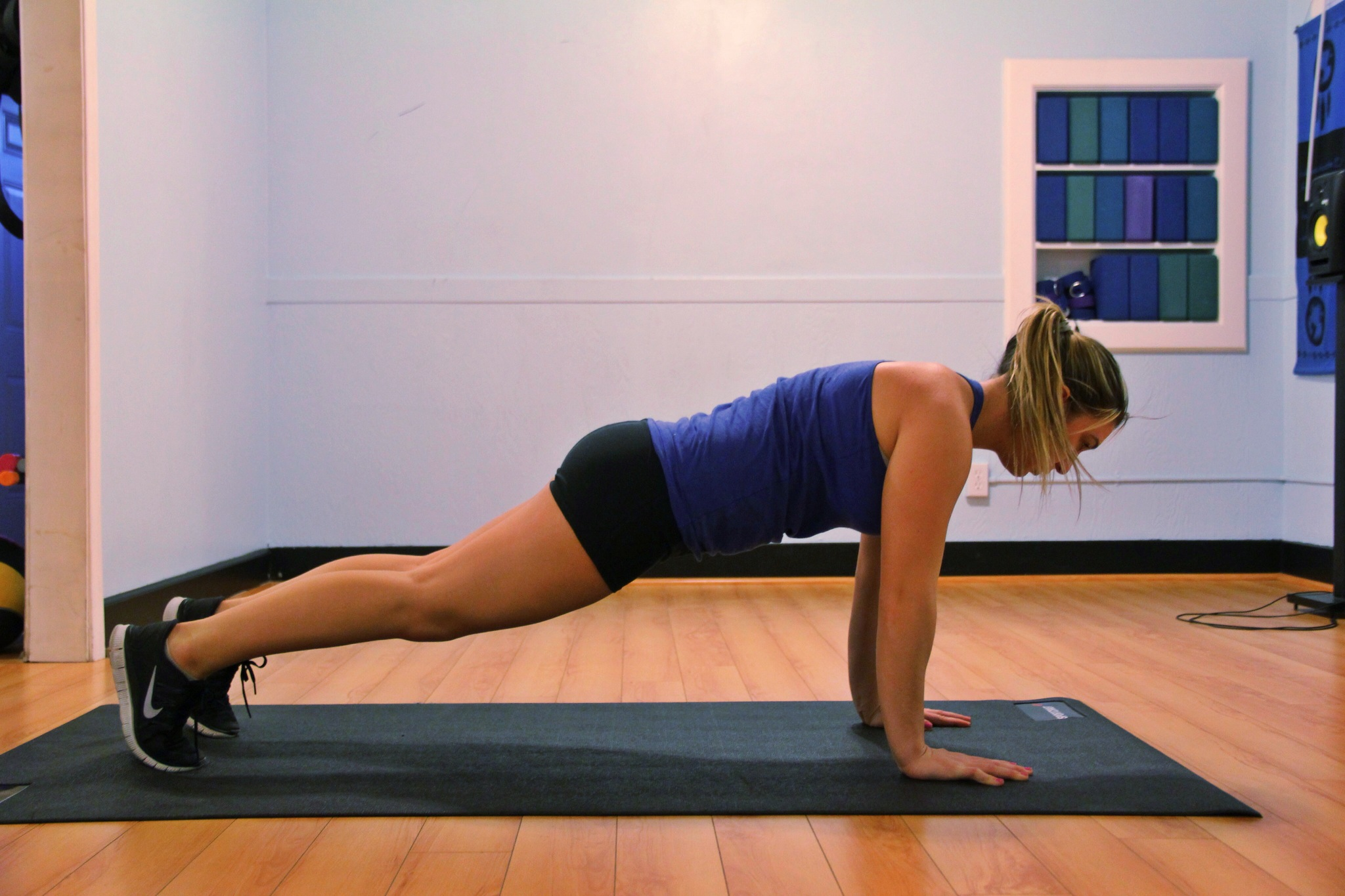
Planche étendue
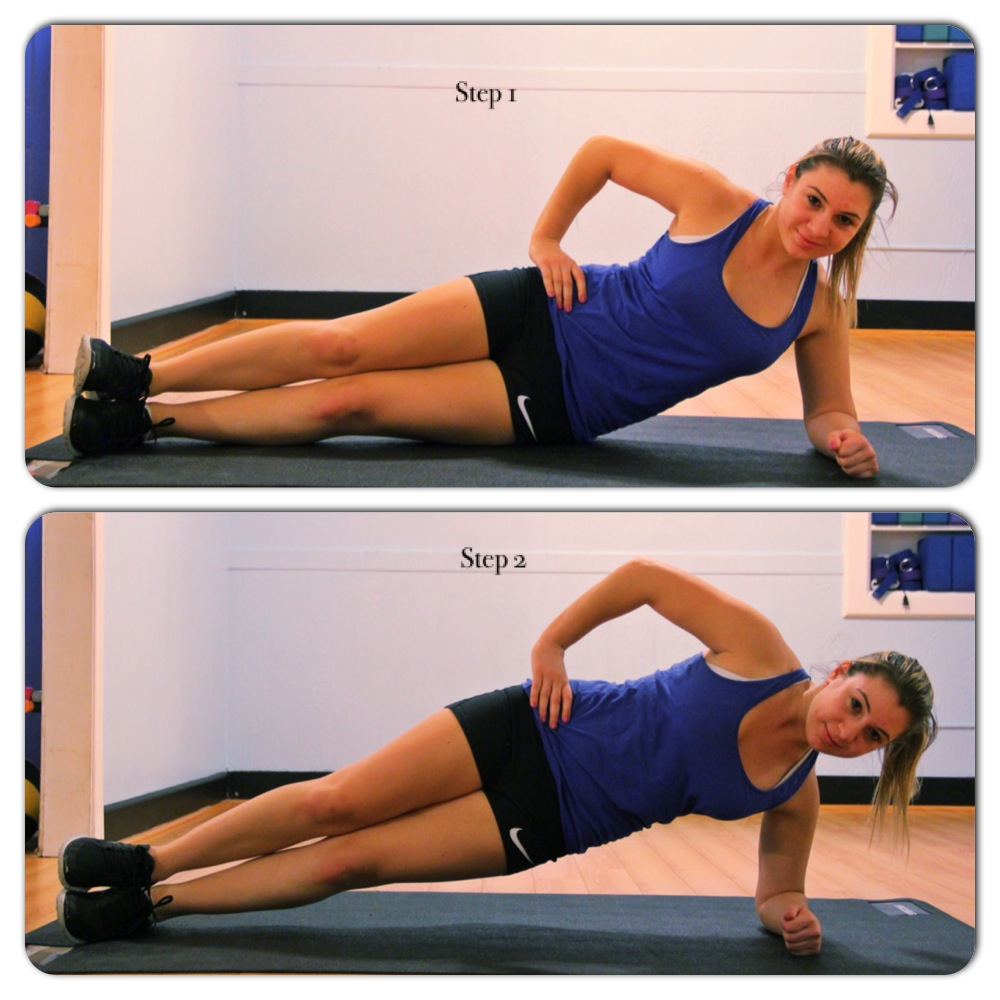
Planche latérale, étape par étape